# Romuald Giegiel
Romuald Giegiel (ur. 8 maja 1957 w Warszawie) – polski lekkoatleta, specjalista od biegu na 110 m przez płotki.
Absolwent Zespołu Szkół Łączności w Warszawie, gdzie jego trenerem lekkoatletyki był Roman Wszoła.
Obecnie pracuje jako masażysta w PZLA zajmujący się reprezentantami kraju podczas zawodów międzynarodowych.

## Osiągnięcia
Zawodnik AZS Warszawa. Halowy mistrz Europy pod dachem w biegu na 60 m pł (1984 - 7,62 s.), wicemistrz (1980 - 7,73 s.). Dwukrotnie trzeci w Pucharze Europy (1981 - 13,88 s.; 1983 - ponownie 13,88 s.). Finalista mistrzostw Europy w Pradze (1978 - 7. miejsce z czasem 13,91 s.) i w Atenach (1982 - 6. miejsce z wynikiem 13,82 s.).
7-krotny mistrz Polski w biegu na 110 m przez płotki (1978-1986), 5-krotny mistrz kraju w hali (1979-1986).

## Rekordy życiowe
- bieg na 60 metrów przez płotki – 7,62 s. (1984)
- bieg na 110 metrów przez płotki – 13,57 s. (28 sierpnia 1982, Warszawa) – 13. wynik w historii polskiej lekkoatletyki[4] oraz 13,54 s. (17 czerwca 1983, Lublin). Podczas tego biegu wiał sprzyjający płotkarzom wiatr o prędkości +4,0 m/s (aby wynik mógł być uznany za oficjalny wiatr nie może przekraczać +2,0 m/s).